# Palm Hotel & Spa
Pour les articles homonymes, voir Palm.
Palm Hotel & Spa est un hôtel de luxe de l'île de La Réunion, département d'outre-mer français et région ultrapériphérique de l'Union européenne dans le sud-ouest de l'océan Indien. Il est situé en surplomb de la plage de Grande Anse, à Petite-Île, une commune du sud de l'île. L'hôtel est doté de soixante-cinq chambres, de deux restaurants et un bar, mettant l'accent sur les produits locaux, de deux piscines dont l'une chauffée, d'un espace plage aménagé doté d'un hammam et d'un bain à remous en extérieur, d'un spa, d'une salle de fitness, d'une salle de jeux pour les enfants, ainsi que d'un héliport. Il s'agit de l'un des 5 établissements hôteliers de l'île classés cinq étoiles.

## Historique
Conçu par l’architecte Michel JAM, l’hôtel est inauguré en 2007. Il est classé cinq étoiles en 2012. En 2014, il devient le premier hôtel des DOMs et plus largement de l'océan Indien à obtenir la certification Ecolabel Européen. En 2015, l’établissement est également récompensé du Grand Prix Entreprises et Environnement, décerné par le ministère de l’écologie dans la catégorie « Management et initiatives pour le développement durable ».

## Services
PALM Hotel & Spa propose 2  restaurants et 1 bar : Le KAH Beach & Restaurant, ouvert pour le déjeuner ; Le MAKASSAR, restaurant haut de gamme mettant en avant le terroir réunionnais ; et Le KOKOA Bar, bar panoramique surplombant la baie de Grand'Anse. 
L'hôtel possède également un Spa, l'AKEA Spa & Beauty. 